# Paratybe
Paratybe is een kevergeslacht uit de familie van de boktorren (Cerambycidae). De wetenschappelijke naam van het geslacht werd voor het eerst geldig gepubliceerd in 2003 door Teocchi & Sudre.

## Soorten
Paratybe is monotypisch en omvat slechts de volgende soort:
- Paratybe snizeki Teocchi & Sudre, 2003